# Quelchia
Quelchia là một chi thực vật có hoa trong họ Cúc (Asteraceae).

## Loài
Chi Quelchia gồm các loài: